# الرباط (يافع)

تعديل مصدري - تعديل

الرباط هي إحدى قرى عزلة لبعوس بمديرية يافع التابعة لمحافظة لحج، بلغ تعداد سكانها1200 نسمة حسب تعداد اليمن لعام 2004.